# أوتو رينر
أوتو رينر (بالألمانية: Otto Renner)‏ (و. 1883 – 1960 م) هو عالم نبات، وعالم وراثة، وأستاذ جامعي من ألمانيا . ولد في نوي اولم .
وكان عضو في الجمعية الملكية، والأكاديمية الأمريكية للفنون والعلوم، والأكاديمية الملكية السويدية للعلوم، والأكاديمية البروسية للعلوم .
توفي في ميونخ ، عن عمر يناهز 77 عاماً.

## مناصب وهيئات
أدار جامعة لودفيش ماكسيميليان في ميونخ، وجامعة يينا.

## جوائز
حصل على جوائز منها:
- وسام الاستحقاق للفنون والعلوم
- Pour le Mérite.

## روابط خارجية
- أوتو رينر على موقع مونزينجر (الألمانية)